# 米哈伊尔·杰格佳廖夫
米哈伊尔·弗拉基米罗维奇·杰格佳廖夫（俄语：Михаи́л Влади́мирович Дегтярёв，1981年7月10日—），俄羅斯政治家。他自2020年至2024年期間擔任哈巴羅夫斯克邊疆區行政長官。2024年起擔任體育部長。
他曾在2011年議會選舉以俄羅斯自由民主黨黨員的身份當選國家杜馬成員。他同時也是國家杜馬科學和高科技委員會的副主席、俄羅斯自由民主黨最高委員會成員。2013年和2018年曾兩次參加莫斯科市長選舉。